# Островът на фантазиите
„Островът на фантазиите“ (на английски: Fantasy Island) е американски свръхестествен филм на ужасите от 2020 г. на режисьора Джеф Уадлоу, който е съсценарист заедно с Крис Роуч и Джилиън Джейкъбс. Преобразен като жанра ужаси на едноименния телевизионен сериал по ABC през 1977 г., във филма участват Майкъл Пеня, Маги Кю, Луси Хейл, Остин Стоуел, Джими О. Йанг, Райън Хансен, Порша Дабълдей и Майкъл Рукър.
Филмът е театрално пуснат в Съединените щати на 14 февруари 2020 г. от Sony Pictures Releasing с генерално негативни отзиви от критиците.

## Актьорски състав
| Актьор           | Роля              |
| ---------------- | ----------------- |
| Майкъл Пеня      | Господин Роарк    |
| Маги Кю          | Гуен Олсън        |
| Луси Хейл        | Мелани Коул       |
| Остин Стоуел     | Патрик Съливан    |
| Джими О. Йанг    | Бракс Уийвър      |
| Райън Хансен     | Джей Ди Уийвър    |
| Порша Дабълдей   | Слоан Мадисън     |
| Майкъл Рукър     | Деймън            |
| Париса Фиц-Хенли | Джулия Роарк      |
| Майк Фогел       | Лейтенант Съливан |
| Еван Евагора     | Ник Тейлър        |
| Роби Джоунс      | Алън Чамбърс      |
| Ким Коутс        | Девъл Фейс        |
| Иън Робъртс      | Доктор Тортър     |
| Шарлот Маккини   | Частити           |